# Shōji Meguro
Shōji Meguro (目黒将司?, Meguro Shōji; Tokyo, 4 giugno 1971) è un compositore di musica per videogiochi giapponese alle dipendenze di Atlus dal 1996.
Ha composto per diversi videogiochi della suddetta casa produttrice, soprattutto per quelli nella serie Megami Tensei. Anche se i suoi lavori hanno un marchio di fabbrica in stile rock, Meguro sperimenta continuamente con diversi generi musicali, quali musica orchestrale, elettronica, jazz, rap, R'n'B ed hip hop da una colonna sonora all'altra.

## Colonne sonore di videogiochi
- Megami Ibunroku Persona (1996) con Hidehito Aoki, Kenichi Tsuchiya & Misaki Okibe
- Devil Summoner: Soul Hackers (1997) con Tsukasa Masuko & Toshiko Tasaki
- Maken X (1999) con Takahiro Ogata
- Maken Shao (2001) con Takahiro Ogata
- Shin Megami Tensei III: Nocturne (2003) con Kenichi Tsuchiya & Toshiko Tasaki
- Shin Megami Tensei III: Nocturne Maniacs (2004) con Kenichi Tsuchiya & Toshiko Tasaki
- Digital Devil Saga: Avatar Tuner (2004) con Kenichi Tsuchiya
- Digital Devil Saga: Avatar Tuner 2 (2005)
- Trauma Center: Under the Knife (2005) con Kenichi Tsuchiya & Kenichi Kikkawa
- Devil Summoner: Raidō Kuzunoha vs. Chōriki Heidan (2006)
- Persona 3 (2006)
- Trauma Center: Second Opinion (2006)
- Megami Tensei Online: IMAGINE (2006) con Tsukasa Masuko & Kenichi Yoshikawa
- Persona 3 Fes (2007) con Kenichi Tsuchiya
- Persona 4 (2008) con Atsushi Kitajoh & Ryota Kozuka
- Devil Summoner: Raidō Kuzunoha vs. Abadon Ō (2008)
- Shin Megami Tensei: Persona (2009) arrangiamenti musicali con Ryota Kozuka & Kenichi Tsuchiya
- Shin Megami Tensei: Strange Journey (2009)
- Persona 3 Portable (2009)
- Trauma Team (2010) con Atsushi Kitajoh & Ryota Kozuka
- Catherine (2011) con Atsushi Kitajoh & Kenichi Tsuchiya
- Persona 4 Arena (2012) con Atsushi Kitajoh
- Persona 4 Golden (2012) con Atsushi Kitajoh
- Shin Megami Tensei: Devil Survivor 2: Record Breaker (2015)
- Persona 5 (2016) con Toshiki Konishi & Atsushi Kitajoh
- Shin Megami Tensei: Strange Journey Redux (2017) con Toshiki Konishi
- Catherine: Full Body (2019)
- Persona 5 Royal (2019) con Toshiki Konishi
- Metaphor: ReFantazio (2024)

## Discografia
- Megami Ibunroku ~Persona~ (1997)
- Devil Summoner: Soul Hackers Original Soundtrack (1998)
- Megami Ibunroku Persona Be Your True Mind Original Soundtracks (1999)
- Maken X original soundtracks (1999)
- Shin Megami Tensei III Nocturne Original Soundtrack (2003)
- Shin Megami Tensei III Nocturne Deluxe Pack Incense Disc (2003)
- Shin Megami Tensei III Nocturne Maniacs Soundtrack extra version (2004)
- Digital Devil Saga: Avatar Tuner Soundtrack CD (2004)
- Digital Devil Saga Avatar Tuner 1&2 Original Sound Track: Integral (2005)
- Devil Summoner: Raidō Kuzunoha vs. Chōriki Heidan Complete Music Works (2006)
- Devil Summoner Sound Collection - Chōriki Sound Collection (2006)
- Persona 3 Original Soundtrack (2006)
- Megami Tensei Online Imagine Original Soundtrack (2007)
- Burn My Dread -Reincarnation: Persona 3 - (2007)
- Persona 3 Fes Original Soundtrack (2007)
- Persona 4 Original Soundtrack (2008)